# Фулон, Жозеф Франсуа
Жозеф Франсуа Фулон (фр. Joseph François Foullon; 25 июня 1715, Сомюр — 22 июля 1789, Париж) — французский администратор.

## Биография
Был интендантом армии во время Семилетней войны; в 1771 году заведовал финансами и, вероятно, предназначался двором быть заместителем Неккера после его несостоявшейся отставки (12 июля 1789). В это время ему поручено было заботиться о продовольствии армии, которую король поставил под команду герцога Брольи. Мадам Кампан писала в своих мемуарах, что он советовал королю арестовать герцога Орлеанского. Фулон был крайне непопулярен со всех сторон. Генеральный откуп возмущался его суровостью, а парижане - его богатством, которое считалось результатом эксплуатации бедных. Необоснованный слух обвинял его в том, что он сказал во время более раннего голода: «Я выкошу Париж, как луг (фр. Je ferai faucher Paris comme un pré»), a в деревне ему приписывали слова: «Если нет хлеба, пусть люди едят сено (фр. Si le pain manque, que le peuple mange du foin)». После взятия Бастилии Фулон скрывался в одной из своих деревень, но, узнанный, был схвачен и привезен 22 июля в Отель-де-Вилль, где его заставили босым таскать на спине тюк сена, пить уксус и утирали пот крапивой. Подоспевший Лафайет пытался остановить толпу, однако разгневанные парижане трижды вешали Фулона на фонарном столбе у Отель-де-Вилль. Каждый раз веревка рвалась. В итоге Фулона обезглавили подручными средствами. Голову его, воткнув на пику и набив рот травой и нечистотами, таскали по городу.